# Autokrator

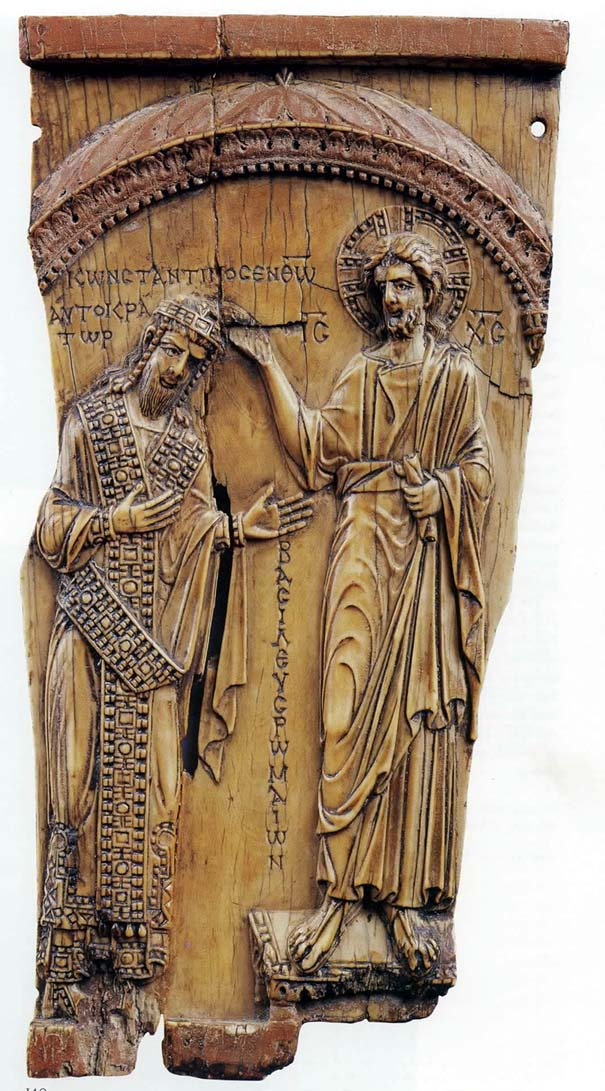
Plaque d'ivoire représentant Constantin VII couronné par le Christ ; la légende dit « Constantin, [fidèle] en Dieu, autokratōr et basileus des Romains » (945, musée Pouchkine).

Autokrator (en grec αὐτοκράτωρ, pl. αὐτοκράτορες) est une épithète grecque donnée à un individu exerçant le pouvoir absolu, sans supérieur. Dans un contexte historique, il a été utilisé pour des commandants en chef, ainsi que pour les empereurs romains et byzantins en tant que traduction du latin imperator. La forme féminine est autokrateira (αὐτοκράτειρα).

## Grèce antique
Le titre apparaît à l'époque classique à la fin du Ve siècle av. J.-C. et est utilisé pour des généraux ayant reçu une autorité indépendante, à savoir des commandants suprêmes (stratēgos autokratōr). À Athènes, ces stratēgoi autokratores peuvent ainsi prendre certaines décisions militaires et diplomatiques sans en référer au préalable à l’ekklésia. C'est le cas lorsqu'on estime que le général doit opérer loin d'Athènes, comme lors de l'expédition de Sicile. Ces généraux restent néanmoins responsables devant l’ekklesia de leur conduite à leur retour. La même pratique est suivie dans d'autres cités grecques, comme à Syracuse, où le poste sert de base de pouvoir à plusieurs des tyrans de la cité. Des stratēgoi autokratores sont aussi nommés par plusieurs ligues de cités pour diriger leurs armées combinées. Ainsi Philippe II de Macédoine est-il déclaré hēgemōn et stratēgos autokratōr par la Ligue de Corinthe, tout comme son fils Alexandre le Grand par après,. Le terme est également utilisé pour des envoyés dotés de pouvoirs plénipotentiaires.

## Rome et Byzance
Plus tard, sous la République romaine, [stratēgos] autokratōr est utilisé par les historiens grecs pour traduire différents termes romains : Polybe l'emploie pour dictator, et Plutarque pour le titre de victoire imperator. Autokratōr devient la traduction officielle de ce dernier sous l'Empire romain, lorsque imperator intègre la titulature des empereurs. Il est utilisé comme tel dans les traductions grecques jusqu'à l'adoption du titre basileus par l'empereur Héraclius en 629. 
Sous l'Empire byzantin, il est conservé dans des formules archaïques utilisées lors de cérémonies, avant d'être remis au goût du jour au plus tard au début du IXe siècle dans la formule basileus [kai] autokratōr (βασιλεύς [καὶ] αὐτοκράτωρ, traduite généralement par « empereur et autocrate »), pour désigner le principal des co-empereurs (συμβασιλεῖς, symbasileis), qui détient le pouvoir réel. À l'ère Paléologue, il s'étend à l'héritier désigné. On retrouve le titre sur des pièces depuis 912, dans des chrysobulles impériaux à partir du XIe siècle, et dans de nombreux manuscrits enluminés.
Le terme stratēgos autokratōr reste également utilisé, particulièrement au VIe siècle (par exemple pour Bélisaire) ; il réapparaît aux Xe et XIe siècle pour les hauts commandants ; par exemple, Basile II fait de David Arianitès (en) le stratēgos autokratōr de Bulgarie, indiquant une autorité sur les autres stratēgoi des Balkans.

## Russie
Au XVe siècle, Ivan III, souverain de la grande-principauté de Moscou, épouse la princesse byzantine Sophie Paléologue et se rend indépendant de la Horde d'or qui doit renoncer à tout pouvoir sur la Russie après la Grande halte sur la rivière Ougra en 1480. Il prend alors le titre de gosudar (« souverain ») et samoderžec, qui traduit le grec autokratôr. Lui et ses successeurs, souverains du tsarat de Moscou devenu Empire russe jusqu'en 1917, portent le titre de « tsar autocrate ». Pendant la révolution russe de 1905, Nicolas II, pour sauver son trône, doit signer un acte, le Manifeste d'octobre, qui, sans être une vraie constitution, établit un parlement, la Douma d'État, et un certain nombre de libertés politiques : il change alors son titre d'« Autocrate illimité » pour celui d'« Autocrate suprême » sans renoncer pour autant aux principes de l'autocratie.

### Sources primaires
- Andocide, Sur la paix.
- Arrien, Anabase.
- Diodore de Sicile, Bibliothèque historique.
- Polybe, Histoires.

### Sources secondaires
- (en) Alexander Kazhdan (dir.), Oxford Dictionary of Byzantium, New York et Oxford, Oxford University Press, 1991, 1re éd., 3 tom. (ISBN 978-0-19-504652-6 et 0-19-504652-8, LCCN 90023208).
- (en) William Kendrick Pritchett, The Greek state at war, University of California Press, 1974, 324 p. (ISBN 978-0-520-02565-3, présentation en ligne).
- (en) Paul Stephenson, The Legend of Basil the Bulgar-Slayer, Cambridge University Press, 2003, 164 p. (ISBN 978-0-521-81530-7, présentation en ligne).